# José Remuzat Rennó
José Remuzat Rennó (Itajubá, 13 de dezembro de 1903) foi um político brasileiro do estado de Minas Gerais.
Frequentou o curso de Direito, até o terceiro ano. Foi Coletor estadual e Fiscal de Rendas em Itajubá.
Foi deputado estadual em Minas Gerais pelo PTB na 1ª Legislatura (1947 a 1951).